# 范濟世
范济世（？—？），號含初，河南懷慶府济源县人，明朝政治人物。

## 生平
萬曆十九年（1591年）辛卯科河南乡试举人，二十六年（1598年）戊戌科進士，吏部觀政，二十九年授中书舍人，三十五年掌中书科印，三十三年行取，三十六年八月授工科给事中，本年丁憂。四十年補禮科給事中，四十一年同考會試，丁憂。四十六年補工科给事中，署部印，本年任江西鄉試主考官。四十七年巡视京营，四十八年升吏科都給事中，本年升太常寺少卿，提督四夷馆。天啓二年（1622年）升大理寺左少卿，三年回籍。天啓五年起升南京右僉都御史，提督操江，六年正月升南京兵部右侍郎。六月改北京工部添设右侍郎，协理殿门工程事务。十月，以皇极殿成加恩，升工部左侍郎，仍管右侍郎事。十二月，升南京户部尚书。七年四月引疾乞休。七年以三大殿功成，加太子太保。崇祯继位，黜职为民。